# Hoppin’ John

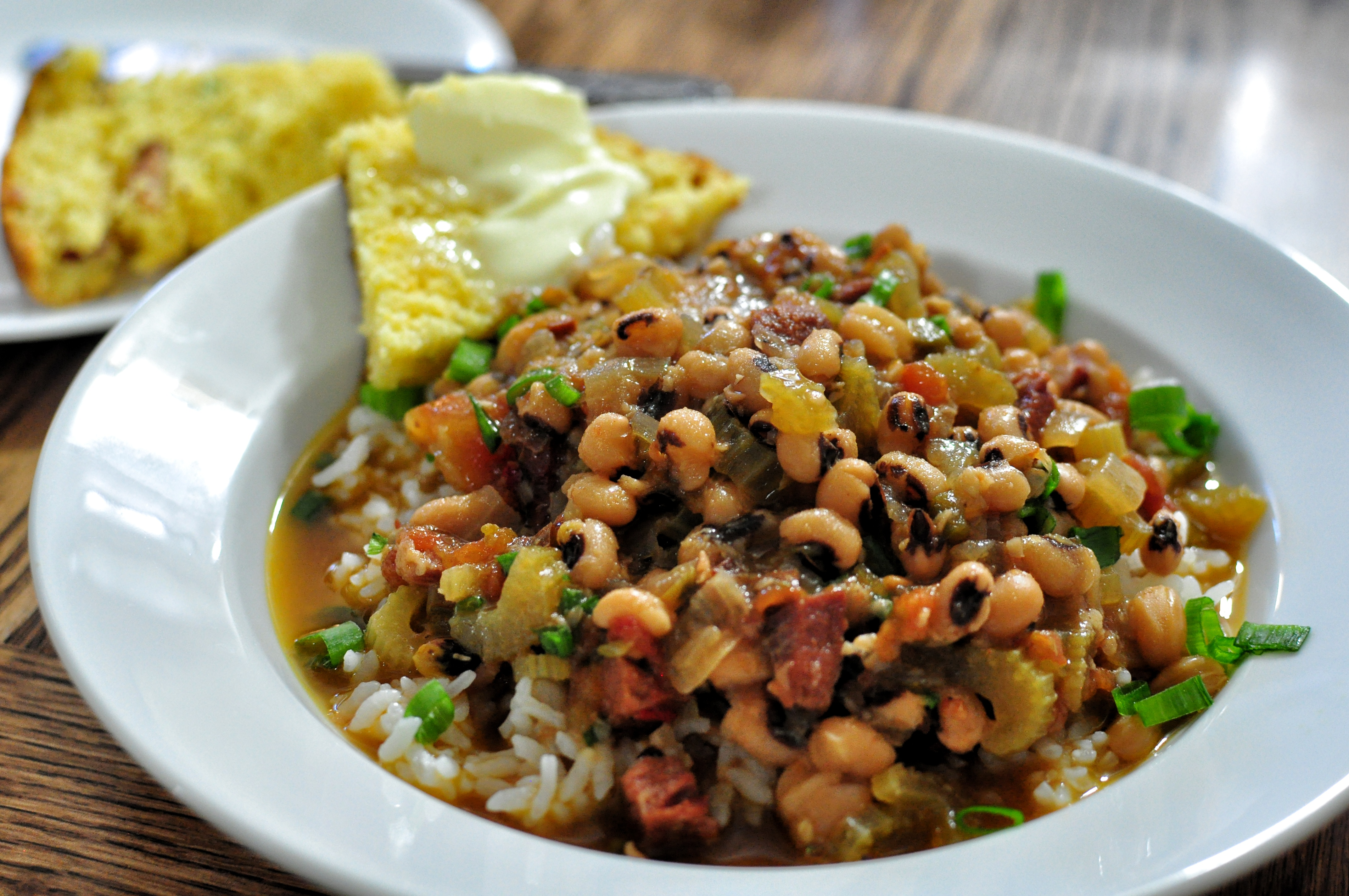
Teller mit Hoppin’ John mit den unverkennbaren Augenbohnen

Hoppin’ John ist eine Speise aus der Südstaatenküche, zubereitet aus Augenbohnen und Reis mit fettem Schweine- oder Rindfleisch. Es wird oft mit Blattkohl und Maisbrot serviert. Es ist in Charleston (South Carolina) und im Süden der USA ein übliches Neujahrsgericht. Hoppin’ John wird am Neujahrstag von allen Gesellschaftsschichten und Altersgruppen aus dem Süden gegessen. Die auf Englisch sogenannten black eyed peas (Schwarze-Augen-Erbsen) sollen Glück bringen und der dazu gereichte Grünkohl soll im kommenden Jahr Wohlstand bringen. In vielen Haushalten wird kurz vor dem Servieren ein Dime in den Topf gerührt; Wer die Münze findet, wird dem Aberglauben nach im kommenden Jahr das meiste Geld haben.

## Geschichte
Der genaue Ursprung dieses traditionellen Südstaatengerichts ist nicht bekannt oder wie es zu seinem ungewöhnlichen Namen kam. Eine Theorie besagt, dass es während der Reise in die Neue Welt als preiswerte Nahrung für Sklaven zubereitet wurde. Der Schiffsarzt Alexander Falconbridge beschrieb 1788 das Essen auf den Sklavenschiffen während der Mittleren Passage, dass die Ernährung der Schwarzen an Bord hauptsächlich aus Bohnenbrei, gekochten Yamswurzeln und Reis und manchmal eine kleine Menge Rind- oder Schweinefleisch bestand. Andere Spekulationen besagen, dass Hoppin’ John seinen Ursprung in den Sklavenhütten der Lowcountry-Reisplantagen hat, oder dass das Gericht über die Zuckerrohrplantagen der Karibik in die USA gelangt ist.
Allgemein gilt als unbestreitbare Grundlage des Gerichts die Kuhbohne, die die Sklaven nach Nordamerika mitbrachten (oder die ihnen als Nahrung während der Reise diente, zusammen mit den anderen neuen Pflanzen, die aus Afrika mitgebracht wurden, der Okra, Yamswurzel und Wassermelone).

## Wortherkunft
Eine frühere Schreibweise war „hopping John“, die in Quellen von 1838 und 1856 verwendet wurde. Die Herkunft des Namens ist ungewiss, wovon es zwei Theorien gibt, von denen keine unumstößlich plausibel ist: So stand 1983 im Webster’s Ninth New Collegiate Dictionary, dass Hoppin’ John eine Verballhornung des französischen pois de pigeon (eine Erbsenart) sei. Da in Charleston weithin Hugenotten-Französisch gesprochen wurde, kann diese Version nicht ganz von der Hand gewiesen werden. Die amerikanische Kulinarik-Historikerin Karen Hess (1918–2007) konnte sich eine Ableitung von Bahatta Kachang vorstellen (auf Hindi steht bahatta für Reis und das Malaiische „Kachang“ für Bohnen), was bedeuten würde, dass die Afrikaner die Namen der Lebensmittel von arabischen und malaiischen Händlern übernommen hatten. Nach der Ankunft in South Carolina wurde der Name möglicherweise durch die Gullah-Sprache „gefiltert“ bis zu seiner heutigen Form.